# Wildflower (песня Билли Айлиш)
«Wildflower» (с англ. — «Дикий цветок») — песня американской певицы и автора-исполнителя Билли Айлиш, четвертый сингл из её третьего студийного альбома Hit Me Hard and Soft (2024). Айлиш написала трек вместе со своим братом и продюсером Финнеасом О’Коннеллом. Песня в стиле фолк-поп, «Wildflower» рассказывает о том, как Айлиш утешает свою подругу после расставания, но позже начинает встречаться с бывшим парнем подруги, и о чувстве вины, которое она испытывает в результате.
В США Darkroom и Interscope Records выпустили трек «Wildflower» на радиостанциях Contemporary hit radio 28 февраля 2025 года. Песня заняла 17-е место в Billboard Hot 100 и была сертифицирована Ассоциацией звукозаписывающей индустрии Америки как дважды платиновая. Трек попал в чарты на многих территориях мира, достигнув топ-10 в Малайзии, Португалии и Великобритании, а также на Ближнем Востоке и в Северной Африке, и получил двойной платиновый сертификат в Австралии, Канаде, Новой Зеландии и Португалии.
17 марта 2025 года Айлиш с братом исполнили «Wildflower» на открытии церемонии iHeartRadio Music Awards.

## Продвижение
В июле 2024 года Айлиш исполнила песню «Wildflower» в своем эпизоде сериала Songline на Amazon Music. Песня «Wildflower» также вошла в эпизод шоу Айлиш A Color’s Show 18 сентября. Это выступление ознаменовало ее возвращение на шоу после первого появления в эпизоде в августе 2017 года, что считается важной вехой, которая помогла сформировать ее последующий прорыв. 19 октября Айлиш исполнила песню в рамках своего сета Saturday Night Live, аккомпанируя своему брату Финнеасу О’Коннелу на акустической гитаре.

## Композиция и отзывы
Хотя Айлиш так и не уточнила, о ком идет речь в песне, позже стало известно, что несколько строк в песне намекают на ее отношения с Девон Ли Карлсон, бывшей девушки певца Джесси Рутерфорда, с которым Айлиш сама встречалась с октября 2022 по май 2023 года. Считается, что название песни является отсылкой к компании Wildflower Cases, основанной Карлсон для продажи чехлов к телефонам. При более глубоком анализе Алекс Хоппер из American Songwriter высказал мнение, что «Wildflower» служит «псевдо-извинением» перед Карлсон, в котором Айлиш изображает конец их отношений. Он демонстрирует певицу как «откровенного и честного» автора песен, который не стесняется подчеркивать свои «грубые стороны».
После выхода Billboard назвал «Wildflower» своей любимой песней с родительского альбома. По словам автора Ханны Дейли, «душевная и мрачная» песня представляет собой ее «самое зрелое сочинение песен», созданное для того, чтобы «сложная история выглядела простой», когда она одержима бывшей девушкой своего партнера.

## Награды и номинации
| Год  | Награда                      | Категория             | Результат | Ссылка |
| ---- | ---------------------------- | --------------------- | --------- | ------ |
| 2025 | Hollywood Music Video Awards | Best Live Performance | Победа    | [ 10 ] |

## Участники записи
- Билли Айлиш — вокал, лирика
- Финнеас — продюсер, лирика, гитара, музыкальное сопровождение

## Позиции в чартах
| Чарт (2024—2025)                             | Высшая позиция |
| -------------------------------------------- | -------------- |
| Австралия (ARIA)                             | 14             |
| Австрия (Ö3 Austria Top 40)                  | 24             |
| Бельгия/Фландрия (Ultratop 50)               | 45             |
| Бельгия/Валлония (Ultratop 50)               | 34             |
| Канада (Billboard Canadian Hot 100)          | 20             |
| Чехия (Singles Digitál Top 100)              | 17             |
| Дания (Tracklisten)                          | 30             |
| Германия (GfK)                               | 38             |
| Мир (Billboard Global 200)                   | 11             |
| Ирландия (IRMA)                              | 11             |
| Нидерланды (Single Top 100)                  | 22             |
| Новая Зеландия (Recorded Music NZ)           | 11             |
| Норвегия (VG-lista)                          | 19             |
| Швейцария (Schweizer Hitparade)              | 14             |
| Великобритания (OCC UK Singles)              | 7              |
| США (Billboard Hot 100)                      | 17             |
| США (Billboard Hot Rock & Alternative Songs) | 4              |
| США (Billboard Pop Airplay)                  | 32             |

| Чарт (2024)                                 | Позиция |
| ------------------------------------------- | ------- |
| Australia (ARIA)                            | 70      |
| Canada (Canadian Hot 100)                   | 77      |
| Global 200 (Billboard)                      | 133     |
| Iceland (Tónlistinn)                        | 61      |
| Israel (Galgalatz)                          | 14      |
| Netherlands (Single Top 100)                | 92      |
| New Zealand (Recorded Music NZ)             | 41      |
| Portugal (AFP)                              | 74      |
| Switzerland (Schweizer Hitparade)           | 89      |
| UK Singles (OCC)                            | 66      |
| US Billboard Hot 100                        | 89      |
| US Hot Rock & Alternative Songs (Billboard) | 14      |

## Сертификации
| Регион | Сертификация  | Продажи   |
| --- | ------------- | --------- |
| Австралия (ARIA) | 2× Платиновый | 140 000   |
| Бельгия (BEA) | Платиновый    | 40 000    |
| Канада (Music Canada) | 2× Платиновый | 160 000   |
| Дания (IFPI Danmark) | Золотой       | 45 000    |
| Франция (SNEP) | Платиновый    | 200 000   |
| Новая Зеландия (RMNZ) | 2× Платиновый | 60 000    |
| Польша (ZPAV) | Платиновый    | 50 000    |
| Португалия (AFP) | 2× Платиновый | 20 000    |
| Испания (PROMUSICAE) | Золотой       | 30 000    |
| Великобритания (BPI) | Платиновый    | 600 000   |
| США (RIAA) | 2× Платиновый | 2 000 000 |
| Стриминг |               |           |
| Греция (IFPI Greece) | Платиновый    | 2 000 000 |
| Данные о продажах + прослушиваниях приведены только на основе сертификации. · Данные только о прослушиваниях приведены на основе сертификации. |               |           |